# キンカ堂
株式会社キンカ堂（キンカどう）は、かつて「キンカ堂」や「バイハンズ」の名称で衣料品専門店およびスーパーマーケットチェーンを運営していた日本の会社。非上場会社。

## 概要
1945年（昭和20年）に中古衣料品類販売店として野萩康雄が東京・池袋で創業し、1951年（昭和26年）に法人化したスーパーマーケットなどを運営していた企業で、池袋駅東口にあった池袋店は池袋の戦後復興の象徴的存在でもあった。
池袋店は毛糸や布地など手芸関連の商品を豊富に取りそろえ、低価格で販売しており、手芸品の殿堂として親しまれた。
1968年（昭和43年）に埼玉県川口市に川口店を開店したのを皮切りにチェーン展開に乗り出し、祖業である衣料や生地などの販売に加えて食料品や雑貨の販売にも進出して総合スーパー業態の店舗を展開した。
1978年（昭和53年）から1979年（昭和54年）にかけて深谷や佐野、古河の北関東地域で売り場面積が約8,000m2から約9,000m2の大型店出店を開店するなど埼玉県や栃木県を中心とする北関東地域にチェーン展開した。
1980年（昭和55年）8月にニチリウに加盟して食料品を調達力を強化するなどして2007年（平成19年）全売上高の約20%を食品が占め、最盛期の1992年（平成4年）2月期には売上高約732億円をあげた。
また、スーパーマーケット勃興期の昭和40年代初頭には当時業界四強の十字屋・扇屋（合併を経てジャスコ→イオン）・赤札堂（現在はアブアブ赤札堂が運営）と並んでJOAKと呼称された。また、東京では,アブアブ赤札堂や羊華堂(現・イトーヨーカ堂)と並んで3つの堂として注目される場合もあった。
1990年代後半に古い小型店を閉鎖し、1995年（平成7年）10月に約1,500台の大型駐車場を併設した佐野店を栃木県佐野市に開業し、1997年（平成9年）2月に茨城県猿島郡境町にフィズ境店を開店するなど店舗の大型化や郊外化への対応を進めた。
しかし、大手量販店の台頭や郊外店との競合など同業他社との競争が激化したことに加えて消費の低迷が続いたため、売上が落ち込んで業績が悪化することになった。
そのため、2002年からは他のスーパーマーケットやショッピングセンターにテナントとして手芸専門店「バイハンズキンカ堂」を出店することを中心に据えるなど出店戦略を変更し、近年は、手芸品の殿堂としてユザワヤと並ぶ手芸専門店に原点回帰の傾向にあった。
2008年（平成20年）1月20日に全店舗の直営食料品売場を閉鎖し収益力が低下していた食品販売部門から撤退、カスミなど食料品スーパーのテナントで補う方針とした。
しかし、大型駐車場を完備したフィズ境店と佐野店にはカスミが進出し、同年2月22日にフィズ境店にフードマーケットカスミフィズ店、同年3月20日にフードマーケットカスミ堀米店を出店したが、富岡店は後継の食品スーパーが見付からず食品売場を自己破産で閉店するまで再開できないなど店舗によって明暗が分かれた。

### 倒産
前述のような競合の激化による売上減少や食品販売の撤退による売上減少などもあり、2009年（平成21年）2月期には売上高約149億円にまで落ち込んで債務超過に陥り、負債総額約45.7億円を抱えることになった。
そのため、2010年（平成22年）2月22日、東京地方裁判所に破産手続開始の申立て（自己破産）をし、同日、破産手続開始決定がなされた。（東京地方裁判所平成22年（フ）第3021号破産事件）
これを受けて、中小企業信用保険法の「特定中小企業者」の認定申請期間が開始となり、同日から全店舗が閉鎖された。そのなかの一つである池袋店も、同日から閉鎖され、シャッターが下りたままになった。
2011年（平成23年）3月24日、キンカ堂健康保険組合が解散する。2011年（平成23年）4月28日、優先債権2億2270万2753円（債権全額）、一般債権3億9406万7837円（債権額は13億1873万555円）が、最終配当され、破産手続きが終結した。
前払式証票の規制等に関する法律に基づいて2009年（平成21年）9月にキンカ堂が供託した約1億円の発行保証金を原資とした商品券の還付手続きを、2010年（平成22年）3月30日から6月8日の期間に所定の申し出書に商品券の現物を添付する形で関東財務局が受付け、約2億円程度と推計される未使用分に対して諸手数料を差し引いた金額が還付されることになった。
池袋店には、店舗閉鎖後、本館のシャッターには閉店を惜しむ全国のファンからのメッセージが貼り付けられるようになった。張り紙や告示への書き込みの形で2010年（平成22年）3月1日で約50件のメッセージがあり、その後も日に日に増え続けて同月下旬には大人の背の高さを超えるところまでシャッターを埋め尽くすほどになって張る場所がない人のためのノートまで置かれるような状態になった。
しかし、これらのメモ類は、何者かによって撤去されてしまい、建物を管理している破産管財人の弁護士事務所や「キンカ堂が発行した商品券の還付手続き」についての告知を張ってもらうよう管財人に依頼をした関東財務局などの関係者も問い合わせを受けるまで撤去されたことを知らなかった。
その後、池袋店の跡の空き店舗は大型商業施設の再生を手掛けるコンサルタント会社の「やまき」によって再生され、2011年（平成23年）4月に本館の跡にジーユー池袋東口店が出店し、2011年（平成23年）11月に別館の跡にパチンコ楽園池袋店が出店し、それに伴って大規模な改修工事が行われた。

## 店舗

### 総合スーパー

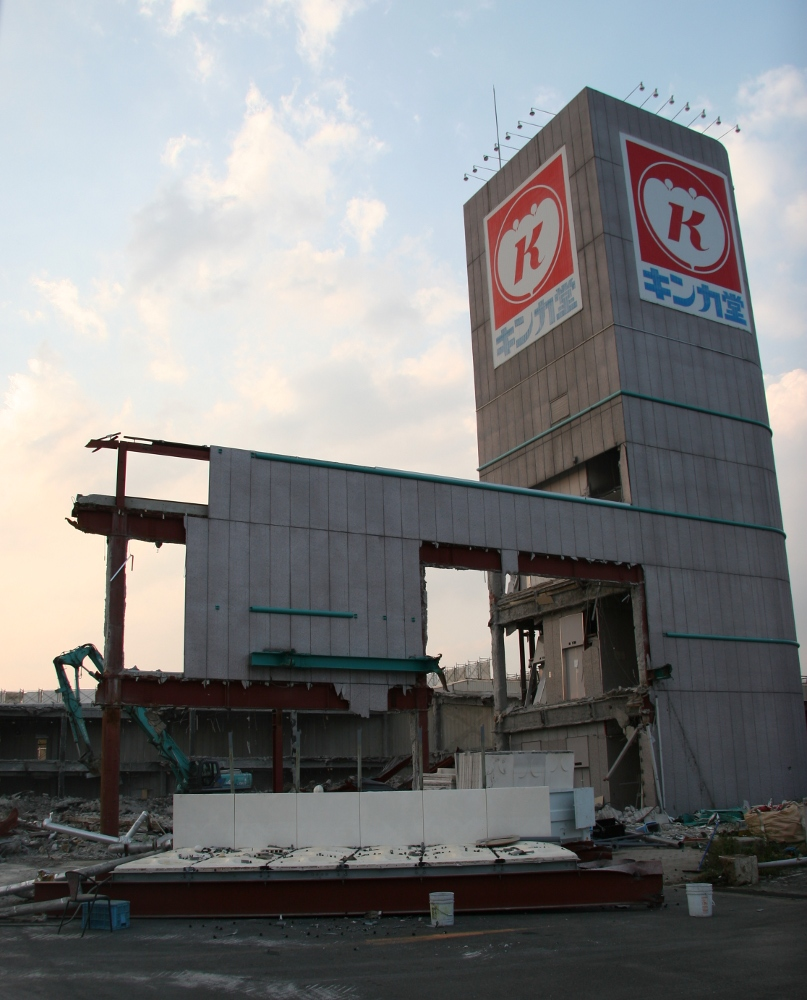
解体中のキンカ堂佐野店（2012年10月）

埼玉県
秩父店【秩父市宮側町21-24】
1970年（昭和45年）10月6日開店。A館の店舗面積約3,733m2。
秩父市中心部にあった総合スーパーだったが経営破たんに伴い閉店となった。
かつては建物がA館とB館に分かれた2館体制であったが、B館は2008年（平成20年）1月に閉鎖され、別会社に売却された。残された旧A館（食料品館）はファッション館としてリニューアルオープンした。なお、食料品売場は廃止された。倒産後はA館・B館ともにしばらく残っていたが2011年（平成23年）春ごろに共に解体撤去された。
なお、秩父を舞台にしたアニメの「あの日見た花の名前を僕達はまだ知らない。」にはA館が登場した。

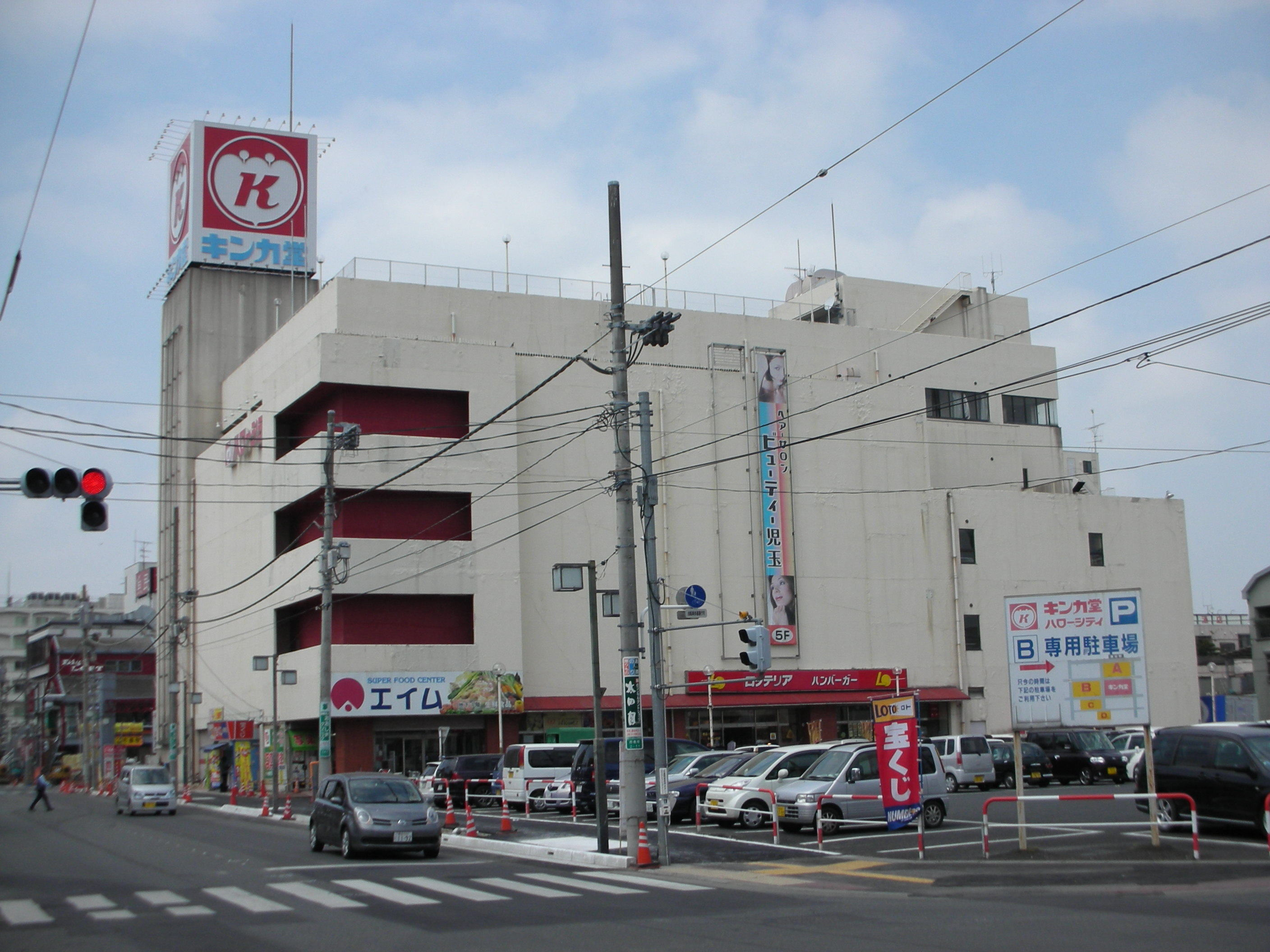
キンカ堂ハローシティ深谷店

ハローシティ深谷店(深谷新店)【深谷市西島町3-8-1(西島795)】
1979年（昭和54年）10月開店。店舗面積約7,611m2。
深谷駅の近くの商業ビルの核店舗として出店していた。建物は地下1階、地上5階建てである。かつては上記の建物がA館、それとは別にB館とに分かれた2館体制の時期もあった。現在旧B館跡地は駐車場となっており、キンカ堂倒産後しばらく残されていたA館の建物も2011年（平成23年）3月に解体撤去された。
地下食料品売場には、食品スーパー「エイム」が入店していたが、2009年（平成21年）10月31日をもって「エイム」は閉店し、現在地下へは行けないようになっている。又、開店以来1階入口で営業を続けていたファストフード「ロッテリア」も、2010年（平成22年）1月11日をもって閉店した。
坂戸店【坂戸市日の出町5-25】
1979年（昭和54年）3月開店。店舗面積約1,254m2。
坂戸駅北口のすぐ近くにあり、建物は3階建てである。隣にはイトーヨーカドーがある。閉店時には坂戸ではイトーヨーカドーに次ぐ大型商業施設として営業していた。
群馬県
富岡店【富岡市富岡1346-6】
1985年（昭和60年）開店し、2010年（平成22年）2月22日に自己破産を申請したことに伴い閉店した。
富岡市の中心市街地にある唯一の大型店でショッピングセンター「コロクタウン」の核店舗として営業し、建物は地下1階地上4階建てで敷地面積約6,300m2、延べ床面積約17,360m2で1階から3階の売り場面積が約9,170m2の店舗だった。また3階には84席を有する映画館「キンカ堂富岡シネマ」が2004年（平成16年）9月26日まで営業していた。
2008年（平成20年）1月20日にキンカ堂が食品販売部門から撤退したため、富岡店も1階の食料品売り場を2008年1月に閉鎖してテナントの導入による食品販売の復活を目指したが実現しないまま閉店した。
国道254号バイパスの開通後に道路沿いの大型店が出店して売上が減少していたものの、群馬県内最後の店舗として存続していた。
閉店の影響で他の店舗も2010年（平成22年）5月までに全て退去してショッピングセンター全体が閉鎖され、1階への地場資本の食品スーパー「パワーセンターうおかつ」の出店や遊戯施設などの民間企業の招致を目指したが実現しなかった。民間のほかにも富岡市の市庁舎市民検討委員会で市役所の移転する案も出たが実現しなかったため、跡地利用の計画が未定のまま2011年（平成23年）末から解体工事を行って更地にされることになった。2011年（平成23年）2月時点で土地と建物の約80%をキンカ堂関連会社が所有し、残り約20%を地元の地権者5人が所有していた。その後跡地にはクスリのアオキ富岡店が2014年（平成26年）6月25日にオープンしている。
栃木県
佐野店【佐野市堀米町3937】
東武佐野線堀米駅近くにある、2階建てで、屋上駐車場があった。
1995年（平成7年）10月31日にハイパーマートとして開店し、1996年（平成8年）4月に一般的な総合スーパー業態に転換した売場面積約13,435m2で1,500台の大型駐車場を併設したキンカ堂最大の店舗だった。
2010年（平成22年）2月22日に自己破産を申請したことに伴い同日直営の売場部分を閉店したが、カスミを含むテナントは営業を続けた。
ワンストップショッピングが可能な店舗で地域に密着したサービスしたことや立地の良さなどを生かして広域から集客し、会員になるだけで割引などのサービスが受けられる会員カードによる固定客の囲い込みとの相乗効果もあり、1998年（平成10年）度に直営店の売上高で約60億円を上げて小山の地域1番店となった
2008年（平成20年）1月20日にキンカ堂が食品販売部門から撤退したため、食料品売場には食品スーパーの「カスミ」が同年3月20日にフードマーケットカスミ堀米店を出店したが、2010年（平成22年）4月25日に閉店した。
店舗跡は建物をそのままに、商業コンサルタント会社の「やまき」が2010年（平成22年）5月から賃貸契約を結び、既存のテナントを残しながら改装して複合商業施設として同年11月に再生することを目指したが実現しなかった。
- 小山店【小山市本郷町3-5-60[1][44]】
1972年（昭和47年）11月21日に開店[44][45]
敷地面積約14,355m2[45]、鉄筋コンクリート造地下1階地上4階一部5階建て塔屋1階[45]、延べ床面積約18,012m2[45]、店舗面積約10,107m2[45]（直営店舗面積約7,451m2[45]）、駐車台数約1,000台[45]。

茨城県
フィズ境店【猿島郡境町鹿島下1327-1】
1997年（平成9年）2月27日に開店したサカイモールが運営するショッピングモールFISS（売場面積16,800m2、50店舗）の核店舗として全売場面積の約40%を占めていたが、2010年（平成22年）2月22日に自己破産を申請したことに伴って同日閉店した。サカイモールに49%出資していた。GMSとしては最後の新規出店店舗。
2008年（平成20年）1月20日にキンカ堂が食品販売部門から撤退したため、食料品売場には食品スーパーの「カスミ」が同年2月22日にフードマーケットカスミフィズ店を出店したが、2011年（平成23年）2月期に閉店した。
建物は残った一部テナントでの営業を経て、2014年（平成26年）8月に「MGMパワーセンター境店」としてリニューアル、温泉施設「御老公の湯境店」とパチンコ店「MGM境店」が出店。その後2016年（平成28年）9月2日には「ドン・キホーテ境大橋店」が、2021年（令和3年）4月10日には場外馬券売場「エクセル茨城境」がそれぞれオープンしている。

### 衣料品と生地手芸の大型店

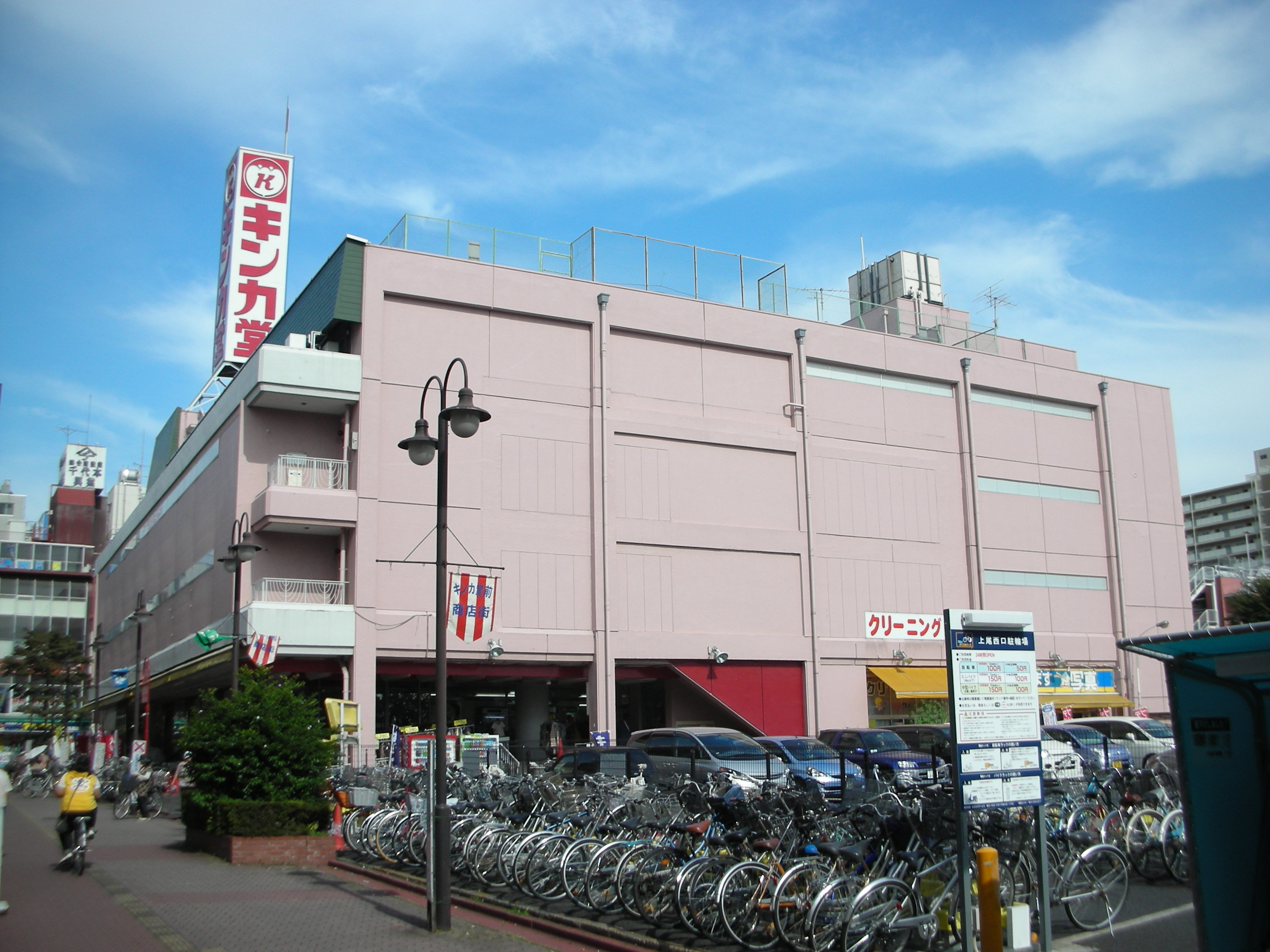
キンカ堂上尾店

東京都
池袋店【豊島区南池袋1-24-5】
1951年（昭和26年）8月21日開店。
売場面積6,100m2。
JR池袋駅東口の大通りに面した創業の地にあった店舗で、池袋の戦後復興の象徴的存在であった。
毛糸や布地など手芸関連の商品を豊富に取りそろえ、低価格で販売しており、手芸品の殿堂として親しまれていた。
池袋店の跡の空き店舗は大型商業施設の再生を手掛けるコンサルタント会社の「やまき」によって再生され、2011年（平成23年）4月29日に本館の跡にジーユー池袋東口店が出店し、2011年（平成23年）11月に別館の跡にパチンコ楽園池袋店が出店し、それに伴って大規模な改修工事が行われた。
埼玉県
上尾店【上尾市谷津2-1-7】昭産上尾ビル
1974年（昭和49年）4月19日開店。敷地面積約5,808m2、鉄筋コンクリート造地下1階地上5階建て塔屋1階、延べ床面積約15,428m2、店舗面積約8,698m2（直営店舗面積約7,803m2）、駐車台数約260台。
建物がA館（ファッション館）とB館（食料品館）に分かれた2館体制であったが、西側にあったB館は取り壊され、現在は駐車場となっている。上尾駅西口そばにあり、建物は4階建てである。隣にはイトーヨーカドーがある。なお、屋上の看板が縦長で、館林店と同じタイプの看板である。昔は地下駐車場があったが、後に閉鎖されていた（商店街が終日歩行者天国になってしまい、駐車場に自動車が進入出来なくなったため）。屋上に存在していた一室にはめばえ教室が開設されていた。エレベーターは設置されていたが、客用は車椅子用にしか開放されていなかった。キンカ堂倒産後もキャンドゥなどの1階と4階に入っているテナントは営業を続けていたが、2011年（平成23年）6月までに全て撤退。現在は、建て直され、スポーツジム・カラオケ店・居酒屋などが入居する商業ビルとなっている。

### バイハンズ
東京都
- バイハンズ大島店【江東区大島4-6-1 ダイエー大島店4F】
- バイハンズ錦糸町店【墨田区錦糸2-2-1 アルカキット錦糸町3F】（2002年（平成14年）3月29日開店）
- バイハンズ豊洲店【江東区豊洲3-4-8 ビバホーム豊洲店2F】
- バイハンズ東大和店【東大和市立野3-1344-1 ダイエー東大和店2F】

埼玉県
- バイハンズ川口店【川口市根岸3180 イオンモール川口グリーンシティ3F】
- バイハンズ西川口店【川口市西川口2-3-5 ザ・プライス西川口店3F】
- バイハンズ南越谷店【越谷市南越谷1-2876-1 ダイエー南越谷店4F】
- バイハンズ八潮店【八潮市大瀬822-1 フレスポ八潮1F】

神奈川県
- バイハンズ港北あいたい店【横浜市都筑区中川中央1-1-3 あいたい5F】
- バイハンズ本厚木店【厚木市中町2-2-1 ミロード2 B1F】
- バイハンズ横須賀店【横須賀市大滝町2-6-2 西友横須賀店2F】

千葉県
- バイハンズ新浦安店【浦安市入船1-4-1 ショッパーズプラザ新浦安3F】
- バイハンズ本八幡店【市川市八幡2-15-10 パティオ本八幡3F】

## かつて存在していた店舗

### 総合スーパー（かつて存在していた店舗）

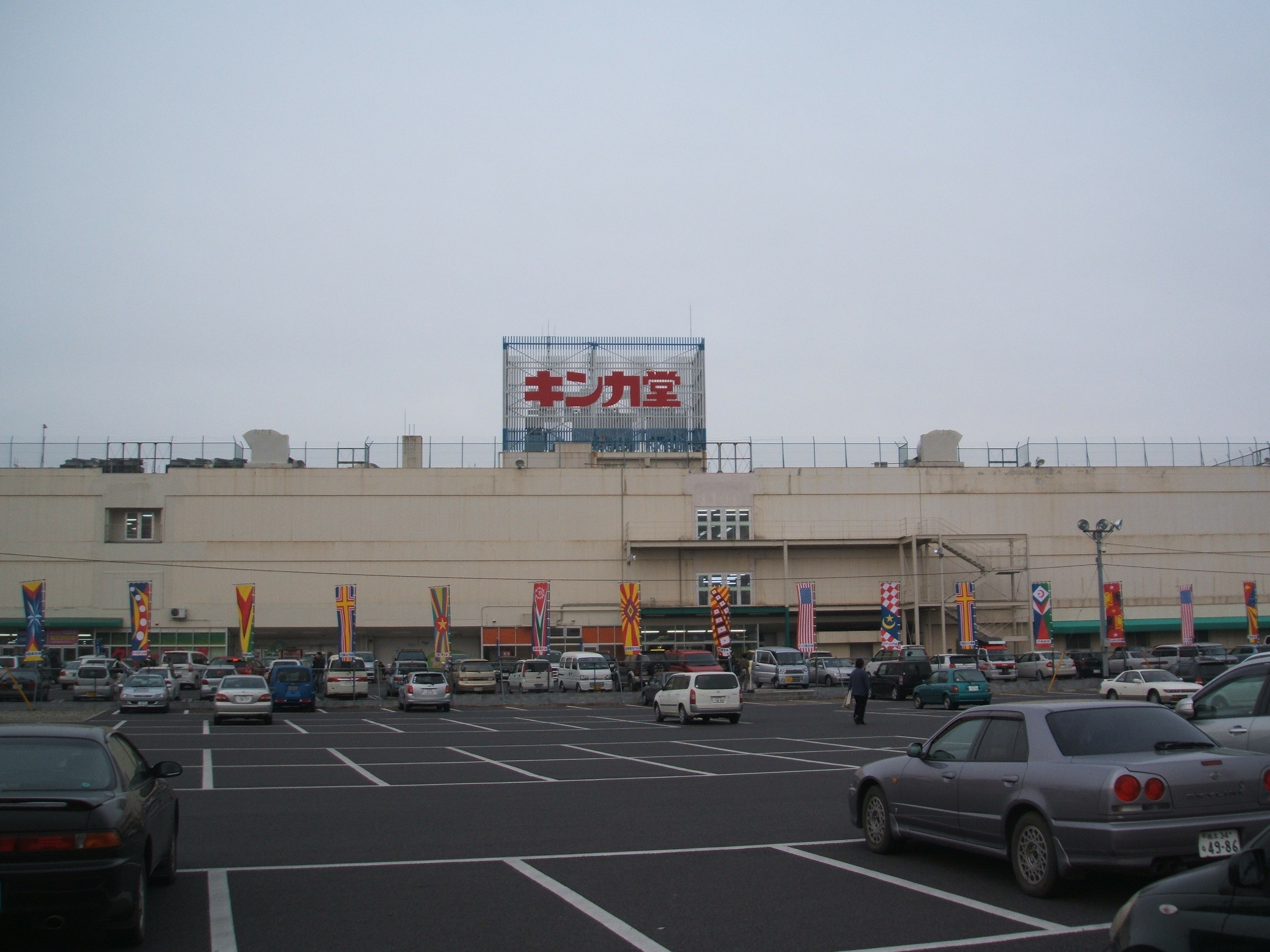
キンカ堂小山店

東京都
池袋西口店【豊島区西池袋5-17-1】
1970年（昭和45年）12月開店
売場面積601m2。
池袋南店【豊島区南池袋2-19-9】
1976年（昭和51年）6月開店
売場面積280m2。
尾久店【荒川区西尾久7-14-3】
1978年（昭和53年）6月開店 - 2008年（平成20年）1月10日閉店
売場面積800m2。
尾久駅から徒歩1分の距離にあり、建物は2階建てであった。最終営業時間は午後10時まで。現在の跡地は分譲マンションのプレジール尾久ステーションマークスになっている。
荻窪店
閉店後にオリンピックとなり、オリンピック閉店後に解体された。現在は、安富産業の複合施設「ルーフ荻窪」となった。
埼玉県
蒲生店【越谷市蒲生茜町21-11】
1981年（昭和56年）5月開店 - 1996年（平成8年）6月閉店。
店舗面積約495m2。
川口店【川口市栄町3-10-18】
1968年（昭和43年）9月開店
売場面積約3,475m2。
チェーン店1号店として開店した店舗で、JR川口駅東口の商業地区の一角に出店してイトーヨーカ堂や忠実屋、ダイエー(トポス)などと共に同地区の大型店の一つとして営業していた。
熊谷店【熊谷市筑波1丁目31】（1969年（昭和44年）11月13日開店-1996年閉店）
敷地面積約3,629m2、鉄筋コンクリート造A館地上2階一部3階建て・B館地上4階一部5階建て、延べ床面積約9,153m2、店舗面積約5,565m2（当社店舗面積約3,616m2）、駐車台数約150台。
熊谷駅北口から徒歩で進み、東京電力熊谷支社がある交差点東方向の狭い通り沿いにあった。最盛期は、衣料品専用のB館を備えるほどであった。現在は、建物も取り壊され、時間貸駐車場などになっている。
鴻巣店【鴻巣市本町3-5-11】
1973年（昭和48年）10月開店。
売場面積約4,727m2。
旧中山道沿いの食品スーパーマーケットの丸正の店舗ビル（7階建て）の2階より上のフロアに入居していた（そのため、総合タイプ最盛期にあった店舗だが食品は取扱いしていなかった）。閉店後しばらくして丸正も閉店し、ビルは取り壊され、パチンコ店に建て替えられた。
所沢店【所沢市並木3-1】
1981年（昭和56年）11月開店。
店舗面積約990m2。
日本住宅公団が所沢基地跡に建設した「所沢パークタウン」のマンションの下層階への出店。
2001年～2002年頃に閉店。現在ではスギ薬局（所沢航空公園店）が営業。
ハローシティ羽生店【羽生市中央1-17】（1971年（昭和46年）4月25日開店-2008年（平成20年）1月10日閉店）
敷地面積7,920m2、鉄筋コンクリート造地上1階建て、延べ床面積6,600m2、売場面積4,620m2、駐車台数約70台。
羽生駅東口近くにあり、周辺の商店街はキンカ堂通り商店会を名乗っていた。売場面積約3,654m2。
2007年（平成19年）2月22日からキンカ堂通り商店会に台座を含めて60センチほどの「楽々地蔵尊」が設置されている。
本庄店【本庄市本庄1-2843-7】
1976年（昭和51年）10月開店。
売場面積約990m2 → 1,052m2。
群馬県
館林店【館林市本町2-4-1】
1973年（昭和48年）12月2日開店。2009年（平成21年）2月15日閉店。敷地面積約5,521m2、鉄筋コンクリート造地下2階地上4階建て塔屋2階、延べ床面積約15,445m2、店舗面積約9,354m2（直営店舗面積約7,180m2）、駐車台数約300台。
- 館林駅から徒歩5分の場所にあり[81]、駅のホームからも屋上の看板を見ることが出来た。屋上の看板が縦長で、上尾店と同じタイプの看板であった。[独自研究?]

1973年（昭和48年）12月に「百貨店」として開店し、館林駅前の中心街で唯一の大型商業施設として営業していた。
2008年（平成20年）1月20日にキンカ堂が食品販売部門から撤退したため、館林店も食品販売から撤退し、地下食品売場が閉鎖された。その後、閉店までの約1年間、地下ではフードコートとパン屋のみが営業していた。後継の食品販売テナントが入店することなく、翌年の2009年（平成21年）2月に37年の歴史に幕を下ろした。解体後は駐車場「アップルパーク館林駅前第2」となっている。
近くの太田市や埼玉県羽生市に車で行きやすい大型ショッピングセンターが進出して顧客の流出が進み、業績が悪化したため閉店となった。
建物は地下1階地上4階建てで敷地面積約15,090m2、駐車場は約300台。
太田店（1999年（平成11年）10月10日閉店）
栃木県
サラディ小山店（1972年11月開店、2008年（平成20年）1月20日閉店）【小山市本郷町3丁目5-60】
1972年11月に小山市内初の大型店として開業した店舗面積約11,000m2の店舗で、小山駅西口から北へ約700mの徒歩圏内にあり、建物は3階建てであった。駐車場を含めた敷地面積は約17,000m2だった。最終営業日は午後8時まで営業した。3階の中央エスカレーターより東側半分はシャッターが閉まっており閉鎖されていた。なお、小山駅のすぐ東側にはイトーヨーカドー（2021年2月23日閉店）がある。
1階には生鮮食料品や日用雑貨のほか婦人服の売場があり、2階には婦人用品や呉服、3階には紳士用品やインテリアなど売場やテナントが展開されており、家電量販店のデンキのヌマニウ小山店も入店していた。また、開業当初は屋上に屋上遊園地、地下にはゲームセンターなど、アミューズメント施設もあった。エレベーターもあったが、近年では老朽化のため使用停止になっていた。
開業当初は、茨城県結城市や筑西市などからも来店するなど広域からの集客力を誇っていたが、郊外への大型店進出など競合店の増加で売上が減少し、店舗も老朽化していたことから営業の継続が困難として閉店することになった。
店舗の土地と建物は自社所有だったため、閉店後に駐車場を含めた敷地約17,000m2は地元の住宅メーカーのトヨタウッドユーホームに売却され、2008年（平成20年）に店舗を解体して67区画の住宅地が造られて分譲されることになった。
2010年（平成22年）10月26日に店舗跡の隣接地に食品スーパーのたいらや小山本郷店が開店している。
足利店（1970年（昭和45年）7月15日開店、1998年（平成10年）5月閉店）【足利市永楽町3623】
敷地面積約6,461m2、鉄筋コンクリート造地上4階一部5階建て塔屋2階、延べ床面積約19,436m2、店舗面積約12,162m2（直営店舗面積約10,258m2）、駐車台数約275台。

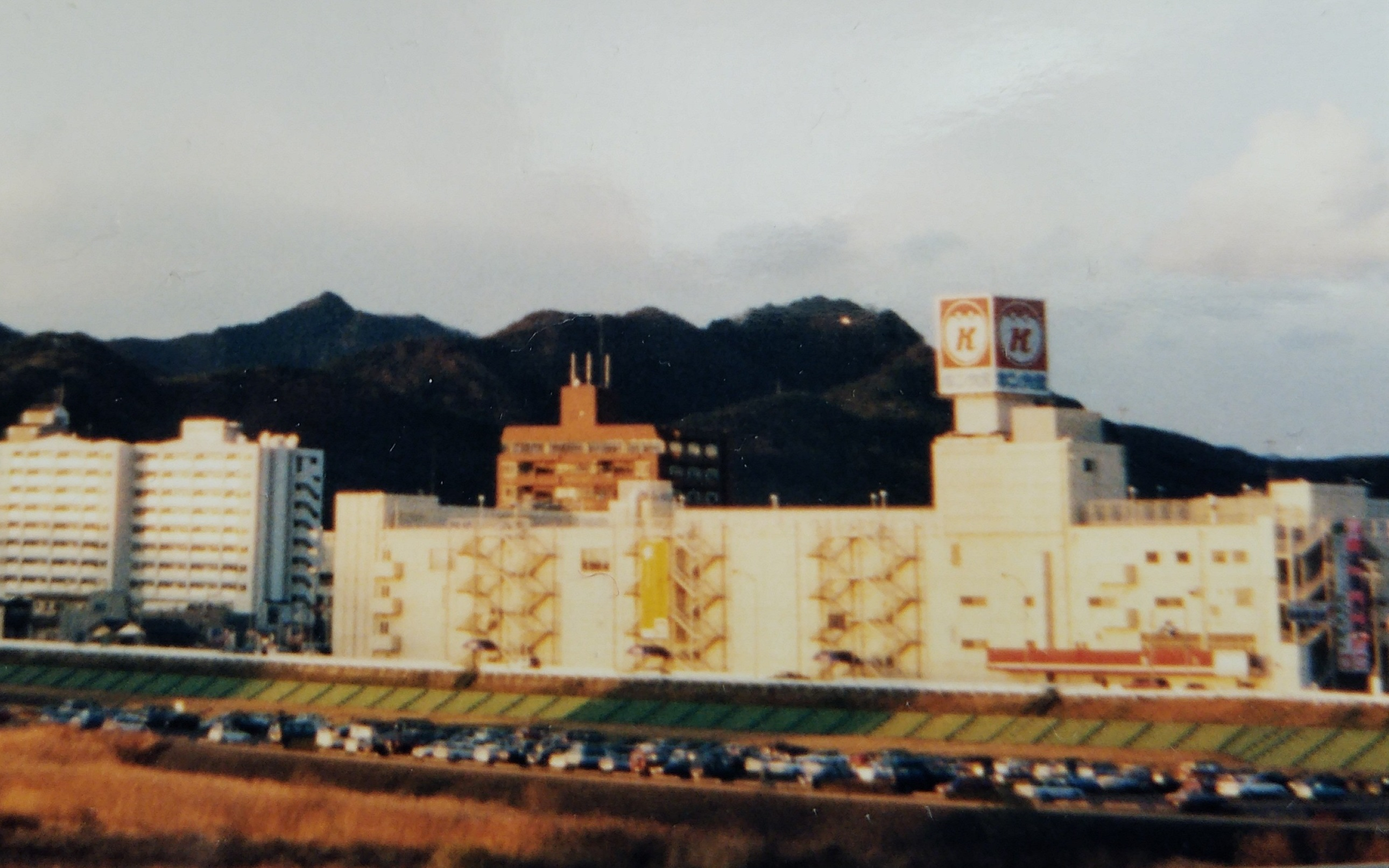
キンカ堂足利店

JR足利駅の南側で東武足利市駅との間にある足利市中心部の永楽町にあった。オープンは1970年（昭和45年）7月。開業当時の店舗面積は12,499m2と、当時の足利市内最大の売場面積であり、売上も足利市内最大であった。
1977年（昭和52年）の増床後の建物は地上5階建て。1階：食品・名店街・フードコート・靴、2階：化粧品・婦人・貴金属・ギャラリー、3階：紳士・子供、4階：インテリア・雑貨・呉服・外商カウンター・家電量販店デンキのヌマニウ足利店、5階：文具・玩具・書籍・レストラン「麦香村」、屋上：ステージ・アスレチック。1階には「ミスタードーナツ」、靴の「チヨダ」、5階には玩具の「キディーランド」などもテナントに入っていた。
エスカレーターは、1階から5階まで上り下りが、東側と西側にそれぞれ設置。エレベーターは設置されていたが、客用は車椅子用にしか開放されていなかった。
1982年（昭和57年）に田中町へイトーヨーカ堂足利店が進出したのを皮切りに1985年（昭和60年）に朝倉町にアピタ足利店を核店舗として,専門店街を協同組合形式で地元の中小小売業者が行う形態の「地域主導型ショッピングセンター」としてコムファーストショッピングセンターが開業し、1998年（平成10年）に朝倉町にダイエー系のディスカウントストアDマートが開業するなど渡良瀬川の南側の河南地区への商業集積が進み、集客力が低下したとして1998年（平成10年）5月に閉店した。
店舗跡は建物はそのままでNPO法人が使用していたが移転したため、その後2008年（平成20年）まで空き店舗の状態が続いていた。
2008年（平成20年）6月に冠婚葬祭業のアルファクラブグループのアルファクラブ栃木が約6,600m2の土地を買収して店舗後の建物を解体し、跡地に教会と披露宴会場、レストランなどを備える結婚式場を建設することになった。（「Belle fuga」として2010年（平成22年）5月開業）したが、2023年(令和5年)6月末をもって閉業した。
茨城県
結城店（1985年（昭和60年）4月15日開店、1998年（平成10年）5月閉店）【結城市大字結城7888】
敷地面積約37,968m2、鉄筋コンクリート造地下1階地上2階建て塔屋2階、延べ床面積約19,468m2、店舗面積約10,896m2（直営店舗面積約6,630m2）、駐車台数約1,400台。
広域からの集客力を誇っていたが、競合店の増加で売上が減少し、1990年代には閉店していた。閉店後、建物は空き店舗の状態が続いていたが、取り壊され、跡地にパチンコ店が出店した。
静岡県
静岡店（静岡市御幸町5-6）
1964年（昭和39年）4月25日開店。売場面積約3,528m2。

### バイハンズ（かつて存在していた店舗）
埼玉県
- バイハンズ岩槻店【さいたま市岩槻区本町3-2-5 ワッツ東館4F】

神奈川県
- バイハンズ横浜松坂屋店【横浜市中区伊勢佐木町5-4 横浜松坂屋5F】
- バイハンズ上大岡店【横浜市港南区上大岡西1-18-3 リストガーデン4F】

栃木県
- バイハンズ宇都宮店【宇都宮市駅前通り1-4-6 ララスクエア宇都宮4F】

### 詳細不明
埼玉県
- 神保原店

群馬県
- 高崎店

山形県
- 山形店（旧CoCo21（←山形ジャスコシティ跡）に手芸用品専門店としてキーテナントの1つとして出店）

## 実現しなかった店舗
熊谷駅南口
熊谷駅南口にある秩父鉄道の敷地に地下1階地上7階の秩父鉄道駅ビル（仮称）を秩父鉄道が建設してその核店舗として出店する計画だった。
1984年（昭和59年）3月27日にキンカ堂の社長野萩豊太郎と秩父鉄道の社長柿原恭一が増田敏男熊谷市長が訪問して出店を表明し、1986年（昭和61年）1月25日に関係者を招集して熊谷商工会議所としての今後の対応について説明がされていたが、実現しなかった。

## エピソード
- 池袋店の中には、かつて洋食堂「キンカ堂食堂」が存在した。しかし経営側の判断により1969年頃に閉店することになり、同食堂で働いていたコックたちは池袋周辺に散り、それぞれ自分の店を出した。2023年現在も池袋に存在する「キッチンABC」「洋庖丁」「ランチハウスミトヤ」などは、いずれも「キンカ堂食堂」の流れを汲む店舗で、いずれの店舗にも「からし焼肉」「ジャンボ焼き」といったメニューが有るのはその影響だという[99]。